# Trolejbusy w Cchinwali
Trolejbusy w Cchinwali − zlikwidowany system komunikacji trolejbusowej w gruzińskim mieście Cchinwali.
Trolejbusy w Cchinwali uruchomiono 25 czerwca 1982. Jedyną linię trolejbusową w mieście zlikwidowano pod koniec 1990. W 1995 planowano wznowić ruch trolejbusów. W 1999 przywieziono z Władykaukazu między innymi słupy do sieci trakcyjnej, jednak linii trolejbusowej nie uruchomiono.

## Linia
W mieście istniała jedna linia trolejbusowa o długości 7,6 km:
- Трикотажная ф-ка - пл. Героев

## Tabor
Do obsługi linii posiadano 9 trolejbusów ZiU-9.